# Yvonne Choquet-Bruhat
Pour les articles homonymes, voir Choquet et Bruhat.
Yvonne Choquet-Bruhat, née le 29 décembre 1923 à Lille et morte à Mérignac le 11 février 2025, est une mathématicienne et physicienne française.
Ses travaux se situent à la frontière des mathématiques et de la physique, et portent notamment sur les mathématiques de la théorie de la relativité générale d'Albert Einstein. Elle est d'ailleurs connue pour avoir apporté la première preuve mathématique de l'existence de solutions aux équations d'Einstein. Ses travaux sont utilisés pour les détecteurs d'ondes gravitationnelles.
Titulaire de nombreux prix mathématiques et de décorations honorifiques, elle est la première femme élue à l'Académie des sciences française en 1979.

## Biographie

### Famille et formation
Yvonne Suzanne Marie-Louise Bruhat est née le 29 décembre 1923 à Lille dans le département du Nord. Elle est la fille de Berthe Hubert, professeur agrégé de philosophie, et de Georges Bruhat, professeur de physique à la faculté des sciences de Paris, mort en déportation en 1945 au camp de concentration d'Oranienbourg-Sachsenhausen,. Elle est la sœur du mathématicien François Bruhat.
Elle obtient le baccalauréat en 1941 et remporte le second prix de physique au concours général des lycées. De 1943 à 1946, elle est élève de l'École normale supérieure de jeunes filles à Sèvres où elle suit les cours des mathématiciens Georges Darmois, Jean Leray et André Lichnerowicz. En 1946, elle est reçue première à l'agrégation de mathématiques,.

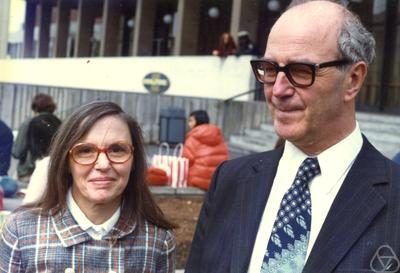
Yvonne Choquet-Bruhat et Gustave Choquet à Berkeley en 1974.

Yvonne Bruhat se marie une première fois avec le mathématicien Léonce Fourès, et de cette union naît une fille, Michelle Fourès. Elle épouse en secondes noces le mathématicien et académicien des sciences Gustave Choquet, avec qui elle a deux enfants, Geneviève Choquet, médecin, et  Daniel Choquet, neurobiologiste. 

### Carrière
À partir de 1946, elle est professeure assistante à l'École normale supérieure. De 1949 à 1951, elle est assistante de recherche au Centre national de la recherche scientifique (CNRS) et à cette issue obtient son doctorat en sciences pour sa thèse Théorème d'existence pour certains systèmes d'équations aux dérivées partielles non linéaires écrite sous la direction d'André Lichnerowicz. De 1951 à 1952, elle est chercheuse postdoctorale à l'Institute for Advanced Study de Princeton aux États-Unis,,, et assiste le mathématicien Jean Leray. Elle y rencontre Albert Einstein et lui expose ses travaux basés sur sa théorie de la relativité générale. Elle rejoint l'université de Marseille en 1953 en tant que maîtresse de conférences. Elle retourne à l'Institute for Advanced Study de Princeton durant l'année scolaire 1955-1956. Elle enseigne à l'université de Reims de 1958 à 1959, puis devient professeure titulaire de la chaire de mécanique analytique et mécanique céleste à la faculté des sciences de Paris de 1960 à 1970. À la suite du démantèlement de cette dernière, elle enseigne à la nouvelle université Pierre-et-Marie-Curie (UPMC) de Paris à partir de 1971. Elle prend sa retraite en 1992 et se voit accorder le titre de professeur émérite,,,.

### Mémoires
En 2016, à 92 ans, elle écrit ses mémoires, dans lesquels elle décrit sa vie de femme scientifique dans un monde d'hommes. 

### Mort
Yvonne Choquet-Bruhat meurt à Mérignac (Gironde) le 11 février 2025 à l'âge de 101 ans,,,.

## Travaux
Les travaux d'Yvonne Choquet-Bruhat sont à la frontière entre les mathématiques et la physique,.
Elle est l'une des pionnières des mathématiques de la relativité générale, un ensemble de structures et techniques mathématiques utilisées par la théorie de la relativité générale d'Albert Einstein. Elle a été la première à apporter en 1952 la preuve mathématique de l'existence de solutions aux équations d'Einstein. Ses travaux dans ce domaine ont conduit à des progrès dans la relativité numérique, comme le calcul des ondes gravitationnelles émises lors de l'effondrement et de la fusion de deux trous noirs. Ces résultats sont utilisés pour les détecteurs d'ondes gravitationnelles tels que Virgo ou LIGO,,.
Elle a également travaillé sur de nouvelles méthodes mathématiques qui ont fourni une base solide pour l'étude de plusieurs théories physiques, comme l'hydrodynamique relativiste (dynamique des fluides), les théories de jauge non-abéliennes et la théorie de la supergravité,.

## Publications
Yvonne Choquet-Bruhat est l'auteur de plus de 200 publications scientifiques et de plusieurs livres dont Analysis, manifolds and physics qui est devenu un ouvrage de référence pour les chercheurs et étudiants.
- Recueil de problèmes de mathématiques à l'usage des physiciens, Paris, Masson et Cie, 1963, 319 p. (BNF 32950432).
- Géométrie différentielle et systèmes extérieurs, Paris, Dunod, 1968, 328 p. (BNF 32950431).
- Distributions : théorie et problèmes, Paris, Masson, 1973, 231 p. (BNF 35398111).
- (en) Analysis, manifolds and physics (avec Cécile DeWitt-Morette), Amsterdam, Elsevier, 1982-1989 (BNF 37324827), 2 volumes.
- (en) Graded bundles and supermanifolds, Naples, Bibliopolis, coll. « Monographs and textbooks in physical science » (no 12), 1989, 94 p. (ISBN 978-88-7088-223-0, BNF 42280122).
- (en) General Relativity and the Einstein Equations, Oxford University Press, coll. « Oxford Mathematical Monographs », 2009, 216 p. (ISBN 978-0-19-923072-3, lire en ligne).
- (en) Introduction to general relativity, black holes, and cosmology (préf. Thibault Damour), Oxford, Oxford University Press, 2015, 279 p. (ISBN 978-0-19-966645-4, BNF 44283477, lire en ligne).
- Une mathématicienne dans cet étrange univers : Mémoires, Paris, Odile Jacob, 2016, 320 p. (ISBN 978-2-7381-3455-4 et 2-7381-3455-6).

## Distinctions

### Décorations françaises
Faite officier de l'ordre national de la Légion d'honneur le 9 décembre 1989, Yvonne Choquet-Bruhat est promue au grade de commandeur dans l'ordre le 11 juillet 1997 au titre de « professeur d'université, membre de l'Académie des sciences ». Elle est faite commandeur le 22 octobre 1997 puis élevée à la dignité de grand officier le 11 juillet 2008 au titre de « professeure émérite, membre de l'Académie des sciences ». Elle est faite grand officier le 16 décembre 2008[réf. nécessaire] puis élevée à la dignité de grand croix le 13 juillet 2015 au titre de « mathématicienne et physicienne, membre de l'Académie des sciences ».
Le 14 juin 1993, elle est nommée au grade de commandeur dans l'ordre national du Mérite au titre de « professeur à l’université Paris-VI, membre de l’Institut ; 43 ans de services civils ». Elle est faite commandeur le 18 octobre 1993 puis élevée à la dignité de grand officier le 14 novembre 2005 au titre de « membre de l'Académie des sciences ». Elle est faite grand officier le 21 mars 2006 puis élevée à la dignité de grand croix le 14 novembre 2012 au titre de « mathématicienne, physicienne, professeure émérite des universités, membre de l'Académie des sciences ».

### Autres distinctions françaises
Elle donne un Cours Peccot en 1953-54, reçoit la médaille d'argent du CNRS en 1958 et le prix Henri de Parville de l'Académie des sciences en 1963. Élue correspondante de l'Académie des sciences française le 13 mars 1978, elle est la première femme à en devenir membre le 14 mai 1979 dans la section « Sciences mécaniques et informatiques ».

### Distinctions étrangères
Elle est membre depuis 1965 du Comité international de relativité générale et gravitation, elle en prend la présidence de 1980 à 1983. Elle est élue à l'Académie américaine des arts et des sciences en 1985. Elle est Conférence Noether de l'Association for Women in Mathematics (1986 et 2006). Elle reçoit le prix Dannie-Heineman de physique mathématique de la Société américaine de physique et de l'American Institute of Physics en 2003, et le Marcel Grossmann Award en 2004,,,.